# Gnipen
Gnipen är en bergstopp i Schweiz.   Den ligger i distriktet Bezirk Schwyz och kantonen Schwyz, i den centrala delen av landet, 90 km öster om huvudstaden Bern. Toppen på Gnipen är 1 553 meter över havet, eller 63 meter över den omgivande terrängen. Bredden vid basen är 0,53 km.
Terrängen runt Gnipen är kuperad åt nordost, men åt sydväst är den bergig. Runt Gnipen är det ganska tätbefolkat, med 172 invånare per kvadratkilometer.. Närmaste större samhälle är Luzern, 19,7 km väster om Gnipen. 
Omgivningarna runt Gnipen är en mosaik av jordbruksmark och naturlig växtlighet.